# Частеречная разметка
Частеречная разметка (автоматическая морфологическая разметка, POS tagging, part-of-speech tagging) — этап автоматической обработки текста, задачей которого является определение части речи и грамматических характеристик слов в тексте (корпусе) с приписыванием им соответствующих тегов. POS tagging является одним из первых этапов компьютерного анализа текста.
Алгоритмы POS tagging делятся на две группы: основанные на правилах и вероятностные.
Могут использоваться скрытые марковские модели.